# Vladimír Kriško
Vladimír Kriško (* 19. srpen 1915, Kochanovce, Rakousko-Uhersko – 5. února 1988, Bratislava, Československo) byl pilot předválečného čs. letectva a pilot Slovenských vzdušných zbraní v druhé světové válce. Zúčastnil se dvou bojových nasazení na východní frontě a stal se leteckým esem. Po vypuknutí Slovenského národního povstání se přidal na stranu partyzánů. Po skončení války se stal příslušníkem čs. vojenského letectva. V roce 1951 byl zbaven funkce velitele pluku a v hodnosti podplukovníka byl propuštěn do zálohy.

## Vyznamenání
- Železný kříž, II. třída (24.01.1943)
- Medaile Za vítězství nad Německem ve Velké Vlastenecké válce 1941-1945[1]